# قائمة الجامعات في إنجلترا
في أغسطس 2008، بلغ عدد الجامعات في إنجلترا 91 جامعة، تشكل الأغلبية العظمى من جامعات المملكة المتحدة التي يبلغ عددها 109 جامعة. ويستبعد من هذا العدد 133 مؤسسة للتعليم العالي لم تمنح المجلس الخاص رسميًا الحق في أن تسمى «جامعات» (مثل كليات التعليم العالي).

## الجامعات
فيما يلي قائمة تضم جميع الجامعات والكليات الجامعية الإنجليزية المعترف بها حاليًا من قِبل قسم الأعمال والإبداع والمهارات، مضافًا إلى كل منها تاريخ إنشائها. إذا وُجد أمام اسم الجامعة تاريخان، فالأول هو تاريخ حصولها على لقب جامعة والثاني هو تاريخ إنشائها.
| الجامعة                                 | المكان               | سنة التأسيس | عدد الطلاب   | المصاريف الدراسية  |
| --------------------------------------- | -------------------- | ----------- | ------------ | ------------------ |
| جامعة أنغليا راسكن                      | كامبريدج وتشيلمزفورد | 1992 (1858) | 20300        |                    |
| الكلية الجامعية للفنون في بورنماوث      | بول                  | 1885        | أكثر من 2500 |                    |
| جامعة الفنون بلندن                      | لندن                 | 2004        | 27970        |                    |
| كلية كامبرول للفنون                     | لندن                 | 1898        |              |                    |
| كلية سانت مارتنز المركزية للفن والتصميم | لندن                 | 1989        |              |                    |
| كلية تشيلسي للفن والتصميم               | لندن                 | 1989        |              |                    |
| كلية لندن للاتصال                       | لندن                 | 1894        |              |                    |
| كلية لندن للأزياء                       | لندن                 | 1986        |              |                    |
| كلية ويمبلدون للفن                      | لندن                 | 1890        |              |                    |
| جامعة أستون                             | بيرمنغهام            | 1966 (1895) | 9555         | 9000 جنيه استرليني |
| جامعة باث                               | باث                  | 1966        | 13959        |                    |
| جامعة باث سبا                           | باث                  | 1975        | 7110         |                    |
| جامعة بدفوردشاير                        | لوتن وبدفورد         | 2006        | 14550        |                    |
| جامعة برمنغهام                          | برمينغهام            | 1900        | 26073        | 9000 جنيه استرليني |
| جامعة مدينة برمنغهام                    | برمينغهام            | 1971        | 24849        |                    |
| الكلية الجامعية في برمنغهام             | برمينغهام            | 1957        | 13970        |                    |